# Mega Man in Dr. Wily’s Revenge
Mega Man in Dr. Wily’s Revenge, в Японии известная как Rockman World (яп. ロックマンワールド Роккуман Ва:рудо), — первая часть серии игр Mega Man для портативной консоли Game Boy. Игра впервые была выпущена 26 июля 1991 года в Японии.

## Предметы
После победы над первыми четырьмя боссами игрок получает Carry — предмет, который может создавать платформу, способствующую безболезненному прохождению некоторых моментов игры — прыжки на высокие места, переход длинных пропастей с шипами и т. д. После победы над боссом Enker игрок получает оружие Mirror Buster, способное отражать вражеские пули в них самих.

## Концовка
После победы над финальным боссом Dr.Wily последний падает на колени и просить не убивать его. Однако в это время его замок взрывается, а сам он убегает от расправы. После этого идут финальные титры.

## Отзывы
| Иноязычные издания | Иноязычные издания |
| Издание            | Оценка             |
| ------------------ | ------------------ |
| AllGame            | [ 1 ]              |
| EGM                | 8,5/10             |
| GamePro            | 4,7/5              |
| IGN                | 7,5/10             |
| Nintendo Power     | [ 4 ]              |

Mega Man: Dr. Wily’s Revenge получил положительные отзывы.